# 森信親
森 信親（もり のぶちか、1957年 -）は、金融庁長官（第9代）。東京都生まれ。

## 人物
父親は旧通商産業省のノンキャリア職員。1975年 東京大学理科二類に入学。1977年 同大学教養学部（国際関係論）に進学。「学生時代に数学と物理ができたので理科二類に入学したが、次第に理系の授業に興味を失っていった。そんな半面で国際問題に関心を持つようになり、文転した」と述べている。1980年 東大教養学部（国際関係論）を卒業し、旧大蔵省（現財務省）入省。配属は国際金融局国際機構課。2006年から金融庁に移り、検査局長、監督局長を経て、2015年 金融庁長官に昇格。長官在任中は地方銀行の再編などにあたり、代々大蔵省の天下りが頭取を務めていた横浜銀行で、大蔵省の先輩にあたる寺澤辰麿頭取らを排除し、生え抜きの川村健一頭取、大矢恭好頭取と、2代続けて生え抜き頭取を誕生させるなどした。しかし、ふくおかフィナンシャルグループと十八銀行の経営統合を進めようとしたところ、公正取引委員会と対立し、村本孜金融庁参与らが取りまとめた報告書に対して、山田昭典公正取引委員会事務総長から不満が出されるなどの事態となり膠着状態に陥った。
他にも、仮想通貨で取引所に対し柔軟な監督を行っていたところ、Coincheckから大量の仮想通貨が流出する事件が生じ、厳格な監督への切り替えを余儀なくされ、また、日本郵政の長門正貢社長や、郵政民営化委員長の岩田一政元日本銀行副総裁らで検討されたゆうちょ銀行の預入限度額変更問題をめぐっても、長門社長に対し「上場企業のトップの発言として理解できない」と批判するなど、激しく対立するようになった。
さらに、かつて森が「地銀のお手本」として高く評価していたスルガ銀行による不正融資の横行が発覚し、中村直人委員長らの第三者委員会の調査などを踏まえた行政処分までもを検討せざるを得ない事態まで進んでしまう。こうした中、森に対する批判がなされるようになり、2018年に長官を退任することとなった。退官後は、渥美坂井法律事務所・外国法共同事業顧問等に就任した。2018年 日本金融経済リサーチ代表取締役、ANAホールディングス顧問、西武ホールディングス顧問、コロンビア大学国際関係・公共政策大学院非常勤教授兼上席研究員。2019年 日本ディープラーニング協会特別顧問。2020年 アフラック・インコーポレーテッド社外取締役。2022年 東京大学大学院経済学研究科附属金融教育研究センター招聘教授。

## 経歴

### 学歴
| 年   | 月 | 事柄                                   |
| ---- | -- | -------------------------------------- |
| 1975 | 3  | 東京学芸大学附属高等学校卒業（19期）   |
| 1975 | 4  | 東京大学理科二類に入学                 |
| 1979 | 9  | 国家公務員上級甲種試験（経済職）を合格 |
| 1980 | 3  | 東京大学教養学部（国際関係論）卒業     |
| 1988 | ー | ケンブリッジ大学経済学修士課程修了     |

### 職歴
| 年   | 月 | 事柄                                                               |
| ---- | -- | ------------------------------------------------------------------ |
| 1980 | 4  | 大蔵省入省                                                         |
| 1984 | ー | 大蔵省主計局調査課調査第一係長                                     |
| 1985 | 7  | 花巻税務署長                                                       |
| 1988 | ー | 大蔵省証券局業務課課長補佐                                         |
| 1989 | ー | 大蔵省主計局給与課長補佐                                           |
| 1992 | ー | 大蔵省主計局主計官補佐（総理府第一係主査）                         |
| 1994 | ー | 大蔵省銀行局銀行課長補佐（総括・都市銀行等）                       |
| 1995 | ー | 大蔵省国際金融局総務課長補佐                                       |
| 1996 | ー | 米州開発銀行財務局次長                                             |
| 2000 | ー | 大蔵省大臣官房総合政策課政策調整室長                               |
| 2001 | 7  | 財務省大臣官房企画官兼関税局調査課関税企画官                       |
| 2001 | 12 | 財務省大臣官房参事官                                               |
| 2002 | 7  | 財務省関税局調査課長                                               |
| 2002 | 11 | 財務省関税局付                                                     |
| 2003 | 6  | 外務省在ニューヨーク総領事館領事兼在アメリカ合衆国日本国大使館公使 |
| 2006 | 7  | 財務省大臣官房付                                                   |
| 2006 | 7  | 金融庁監督局総務課長                                               |
| 2007 | 7  | 金融庁総務企画局総務課長                                           |
| 2009 | 7  | 金融庁総務企画局参事官                                             |
| 2010 | 7  | 金融庁総務企画局審議官（監督局担当）                               |
| 2011 | 8  | 金融庁総務企画局総括審議官                                         |
| 2013 | 6  | 金融庁検査局長                                                     |
| 2014 | 7  | 金融庁監督局長                                                     |
| 2015 | 7  | 金融庁長官                                                         |
| 2018 | 7  | 退官                                                               |

## 同期入省
佐藤慎一（元財務事務次官、元主税局長、元大臣官房長、元大臣官房総括審議官）、高橋洋一（嘉悦大学教授、元内閣官房参与（経済･財政政策））、岸本周平（元内閣府大臣政務官）、後藤茂之（厚生労働大臣、元法務副大臣）、寺田稔（元総務副大臣兼内閣府副大臣）、枝廣直幹（福山市長）、稲垣光隆（元国税庁長官、元関税局長）、林信光（元国税庁長官）、山崎達雄（元財務官）ら23人